# 瑞秋·岡恩
瑞秋·路易斯·岡恩（1987年9月2日—），舞者名Raygun，是一名澳大利亞學者和霹靂舞運動員。2024年9月，她被世界運動舞蹈總會評為世界第一名。她是麥覺理大學文學院媒體、傳播、創意藝術、語言與文學系的講師。
岡恩在2024年夏季奧林匹克運動會上參加了霹靂舞比賽，這是該項運動在奧運會上的首次亮相，因此獲得了媒體的關注。但她在與三位對手的比賽中得到零分，沒有晉級第一輪。在她的表現之後，岡恩成為廣泛批評和網路霸凌的對象。有人在Change.org網站上匿名請願，要求調查岡恩在奧運澳洲代表團中的地位，後來被澳大利亞奧林匹克委員會舉報為包含錯誤資訊和誹謗內容而被移除。

## 早年生活和教育
岡恩於1987年9月2日出生於新南威爾士州霍恩斯比。她從小就開始跳舞，曾接受社交舞、踢踏舞和爵士舞的訓練。
岡恩曾就讀於巴克學院，之後入讀麥覺理大學，於2009年完成當代音樂學士學位，並於2017年取得文化研究博士學位。她的博士論文題為《雪梨霹靂舞場域中的性別權限化：一名霹靂舞者的經驗》（Deterritorializing Gender in Sydney's Breakdancing Scene: A B-girl's Experience of B-boying），探討「性別與雪梨霹靂舞文化的交集」。她的博士導師是黛安·休斯（Diane Hughes）。

## 舞蹈生涯

### 早年生涯
在跳霹靂舞之前，岡恩練習爵士舞、踢踏舞和社交舞，並參加最後一項的比賽。她的男朋友，也就是後來的丈夫，跳了10年的霹靂舞，並鼓勵她嘗試。她在2010年代早期開始跳霹靂舞，當時她只有20多歲。為了完成博士學位，岡恩暫停了她的霹靂舞競賽生涯，並於2018年重返賽場。
岡恩以「Raygun」這個暱稱表演，Raygun是瑞秋·岡恩（Rachael Gunn）的縮寫，有時也會加上b-girl這個形容詞。她的教練是她的丈夫塞繆爾·弗里（Samuel Free），她說她每天要訓練三到四個小時。
岡恩在2022年的澳洲公開賽B組女子排名中名列第二位，並在2023年的澳洲公開賽中名列榜首，在過去的五到十年中，岡恩曾在多項澳洲突破賽中獲勝或進入前三名。她代表澳大利亞參加了在巴黎（2021年）、首爾（2022年）和魯汶（2023年）舉行的世界霹靂舞錦標賽。2023年，她贏得了大洋洲霹靂舞錦標賽，根據資格賽規則，她獲得2024年夏季奧林匹克運動會的參賽資格。

### 2024年奧運
在2024年夏季奧林匹克運動會霹靂舞比賽中，岡恩在與對手的三輪循環戰中均未獲得裁判的任何評分，三輪比賽均以18-0敗北。她在循環賽階段被美國舞者Logistx、法國舞者Syssy和立陶宛舞者Nicka擊敗而被淘汰。由於她的表現和裝扮與競爭對手的街頭風格不符，岡恩在網路上受到廣泛批評。作為回應，岡恩在Instagram上分享了一句話：「不要害怕與眾不同，走出去代表你自己，你永遠不知道那會帶你走向何方。」。她說她無法在運動上與年輕的對手競爭，她說她反而想「以不同的方式活動，發揮藝術和創造力。......我總是處於劣勢，想要以不同的方式嶄露頭角。」
澳大利亞代表團的團長安娜·米雷斯隨後發表了一份聲明，支持岡恩並譴責她所謂的「網路白目和鍵盤俠」。奧運霹靂舞裁判長馬丁·吉利安（Martin Gilian）表示，Raygun所做的正是霹靂舞的本質：「他說她的袋鼠跳實現了這一點。」。他補充說，體育舞蹈界支持她。世界運動舞蹈總會也提供其保護人員的支援，以防岡恩因為媒體的關注而出現心理健康問題。
事件發生之後，有不實的謠言傳出，指岡恩的丈夫弗里是參與澳大利亞代表隊選拔的國家教練，也是大洋洲摔跤錦標賽的裁判，而岡恩就是透過該比賽取得資格。然而，大洋洲資格賽的評審團中並沒有弗里或任何其他澳大利亞人，使用的規則與巴黎比賽相同，而且對所有人開放。
Change.org上有一份匿名請願書，要求調查岡恩、安娜·米雷斯和選拔過程的行為，獲得數以千計的連署。這份請願書旨在追究岡恩在運動會中的「不道德行為」，也指控岡恩「操縱選拔過程」，同時要求岡恩和米雷斯公開道歉。澳大利亞奧林匹克委員會執行長馬特·卡羅爾要求撤回請願書，並表示該請願書等同於「欺淩與騷擾，且帶有誹謗性」，澳洲奧委會尤其對米雷斯所受的侮辱感到不滿。該組織表示，澳大利亞的選拔是由九位獨立的國際評審所組成，而岡恩是由澳大利亞體育舞蹈協會合法提名給澳大利亞奧林匹克委員會進行選拔。岡恩不是AUSBreaking或DanceSport的任何職務人員，也沒有運動員針對她的選拔提出上訴。Change.org已於2024年8月15日撤回該請願。
同一天，岡恩在社交媒體上發佈了一段影片，談到在社交媒體上表達的騷擾對她和她的家人造成的影響，並要求媒體停止騷擾她的家人、朋友以及澳大利亞和更廣泛的霹靂舞社區。她說她很認真看待自己的參賽，並努力準備。
瑞秋·德奇在《吉米A咖秀》節目中諷刺了岡恩的突破性表演，進一步確立了岡恩的病毒性。

### 奧運後
2024年9月，由於52週結束，許多參加者的排名積分到期，加上奧運會及其預選賽道賽事對排名沒有貢獻，因此世界運動舞蹈總會將她評為世界第一。

## 學術生涯
岡恩是麥覺理大學文學院媒體、傳播、創意藝術、語言與文學系的講師。
她的研究重點是霹靂舞、街舞、嘻哈、青年文化和性別與政治。她是麥覺理大學表演與專業研究中心的成員。

## 個人生活
2008年，岡恩在大學認識了她的丈夫，同是霹靂舞者的塞繆爾·弗里。他們於2018年1月結婚。

## 出版刊物

### 期刊文章
- Gunn, Rachael. . Continuum. 2016, 30 (2): 183–194  [2024-09-30]. ISSN 1030-4312. doi:10.1080/10304312.2016.1143194. （原始内容存档于2024-07-07）.
- Gunn, Rachael. . Feminist Media Studies. 2022, 22 (6): 1447–1462  [2024-09-30]. ISSN 1468-0777. doi:10.1080/14680777.2021.1890182. （原始内容存档于2024-07-07）.

### 書籍章節
- Gunn, Rachael. . Stahl, Geoff; Bottà, Giacomo  (编). . Pop Music, Culture and Identity. Cham: Palgrave Macmillan. 2019: 147–162. ISBN 978-3-319-99785-8. doi:10.1007/978-3-319-99786-5.

## 備註
1. ↑  評審說明：「由九位評審組成的評審團根據五項標準對每一場比賽和每一輪比賽進行評分：技術性、招式多元性、執行力、音樂性和原創性。每個項目佔最終得分的20%。評審使用數位滑桿來評分。滑桿會即時轉向在特定類別中表現優於對手的參賽者」。每輪比賽都有一位舞者勝出[15]。如需更完整的分數分配說明，請參閱這裡、這裡或官方霹靂舞評分手冊。

## 外部連結
- Turnbull, Tiffanie; Rodd, Isabelle. . BBC News. 17 August 2024  [2024-09-30]. （原始内容存档于2024-10-02）.
- "Five minutes with...Dr Rachael Gunn" （页面存档备份，存于）. (Interview, ahead of the Olympics)
- Video of the B-Girls Round Robin at the Olympics （页面存档备份，存于） (free registration required)
- Instagram Video of Raygun talking about the after affects of the Olympics （页面存档备份，存于）. 14 August 2024